# ジャパンタウン (サンフランシスコ)
ジャパンタウン（英: Japantown, J town）は、サンフランシスコの Western Addition にある6平方ブロックの地域。ジャパウンタウン内で、1968年に開業した商業施設「ジャパンセンター（正式名称：日本文化貿易センター(Japanese Cultural and Trade Center)）」とについても述べる。

## 経緯
カリフォルニア州北部最大で、第二次世界大戦前からある日本町である。日本人のサンフランシスコ移住は、19世紀末に始まり、1884年には約200人、1886年には領事館調べで約500人、実際には1000人近くがいた。
1941年の太平洋戦争開戦で、アメリカ政府は日系アメリカ人を強制収容所に収容し（日系人の強制収容）、サンフランシスコの日本町は荒廃した。戦後一部の日本人は戻り地域の再復興を行った、1960年代から1980年代の大規模な再開発の時期に、多くのアフリカ系アメリカ人は今日の居住地、西部 Filmore District、東部 Tenderloin、南部 Hunters Point に移動した。同時に多くの日系アメリカ人は戻り、新日本移民の移住、日本政府、企業による投資が行われた。
「日本文化貿易センター（ジャパンセンター）」の構想は、サンフランシスコ市の旧日本町再開発計画としてスタートした。大阪市の姉妹都市であるサンフランシスコ市は、アメリカでも指折りの親日的な都市として知られていた。サンフランシスコ市は、日本人街であったウエスタン・アディション地区を再開発するために、日本の産業や文化を紹介する「日本文化貿易センター」を計画した。市は、受け皿として設立された「ナショナルブレマー（National-Braemar）社」に、必要な土地を払い下げた。同社の日系人社長は、日本企業に進出を促し、近鉄、日本ドリーム観光が応じた。日本ドリーム観光は、レストラン劇場を開設したが、すぐに撤退したので、近鉄だけが残った。
1961年10月に、現地法人「アメリカ近鉄興業（Kintetsu Enterprises Company of America）」が設立された。同社の社長は、設立当初は近鉄社長の佐伯勇が兼務した。1965年3月に起工し、1968年2月12日に開業した。
開業後には、建物の壁にひびが入る、雨漏りはするなどの欠陥が相次ぎ、ナショナルブレマー社、アメリカ近鉄、建設会社の三者が、責任の所在をめぐり揉めた。日本町周辺の再開発は、連邦政府の助成金削減などで進まず、センター周辺の治安も問題になった。それでも、アメリカ近鉄は、ボウリング場、京都インなどを相次いで建設した。アメリカ近鉄は、当初は赤字続きだったが、1978年から黒字に転じた。好転した大きな要因は、不動産業としてインフレ利益にあずかれたことが大きかった。1979年の売り上げ814万ドルのうち517万ドルが、都ホテルサンフランシスコの収入だった。
1980年ごろには、ジャパンセンターの敷地2万2千平方メートルの所有者は、アメリカ近鉄9千平方メートル、ナショナルブレマー社7千平方メートル、市有地6千平方メートルだった。都ホテルサンフランシスコは、地下3階、地上14階建て、客室172室で、運営はアメリカのホテル会社であるウエスタンインターナショナル（現：ウェスティンホテルズ）に委託した。総領事館ビルは地下1階、地上3階建てで、2階には在サンフランシスコ日本国総領事館が入居し（現在は別の場所に移転）、集会室、会議室、ホテル別館などが設けられた。近鉄ショッピングセンタービルは地下1階、地上1階建てで、日本貿易振興会、国際観光振興会が入居したほか、電機や自動車のメーカーをはじめとした日本の一流企業による展示場や日本の特産品の展示販売場、日本料理のレストランなどに利用された。京都イン（のちに「都インサンフランシスコ」に改称、1975年開業）は、日本人旅行者の増加を受けて、都ホテルサンフランシスコの北側に、地下1階、地上8階建てで建設された。
アメリカ近鉄は、経営資源の効率化のため、サンフランシスコ、ロサンゼルスの2地域に分散していた経営資源を、日本企業の進出が盛んなロサンゼルスに集中されることになった。2006年5月12日には、ジャパンセンターでアメリカ近鉄が所有していた、都ホテルサンフランシスコ、都インサンフランシスコ、近鉄モール、都モールの4施設が、3Dインベストメント社に売却された。都ホテルサンフランシスコは、「ホテルカブキ（Hotel Kabuki）」に改称された。

## ギャラリー

ピースパゴダ。法隆寺の百万塔を模した設計である。
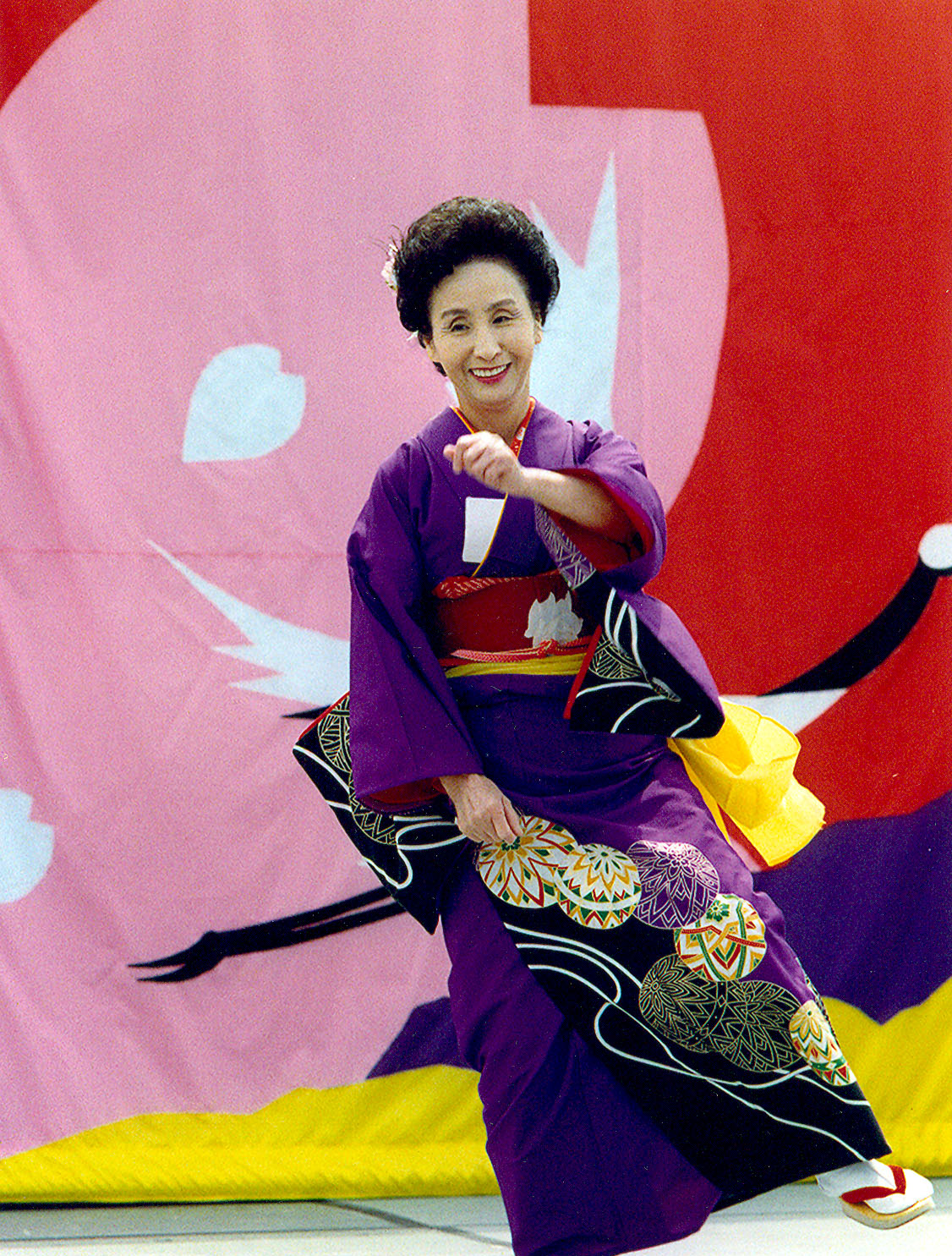
サンフランシスコ、ジャパンタウンの桜まつり（1990年代）
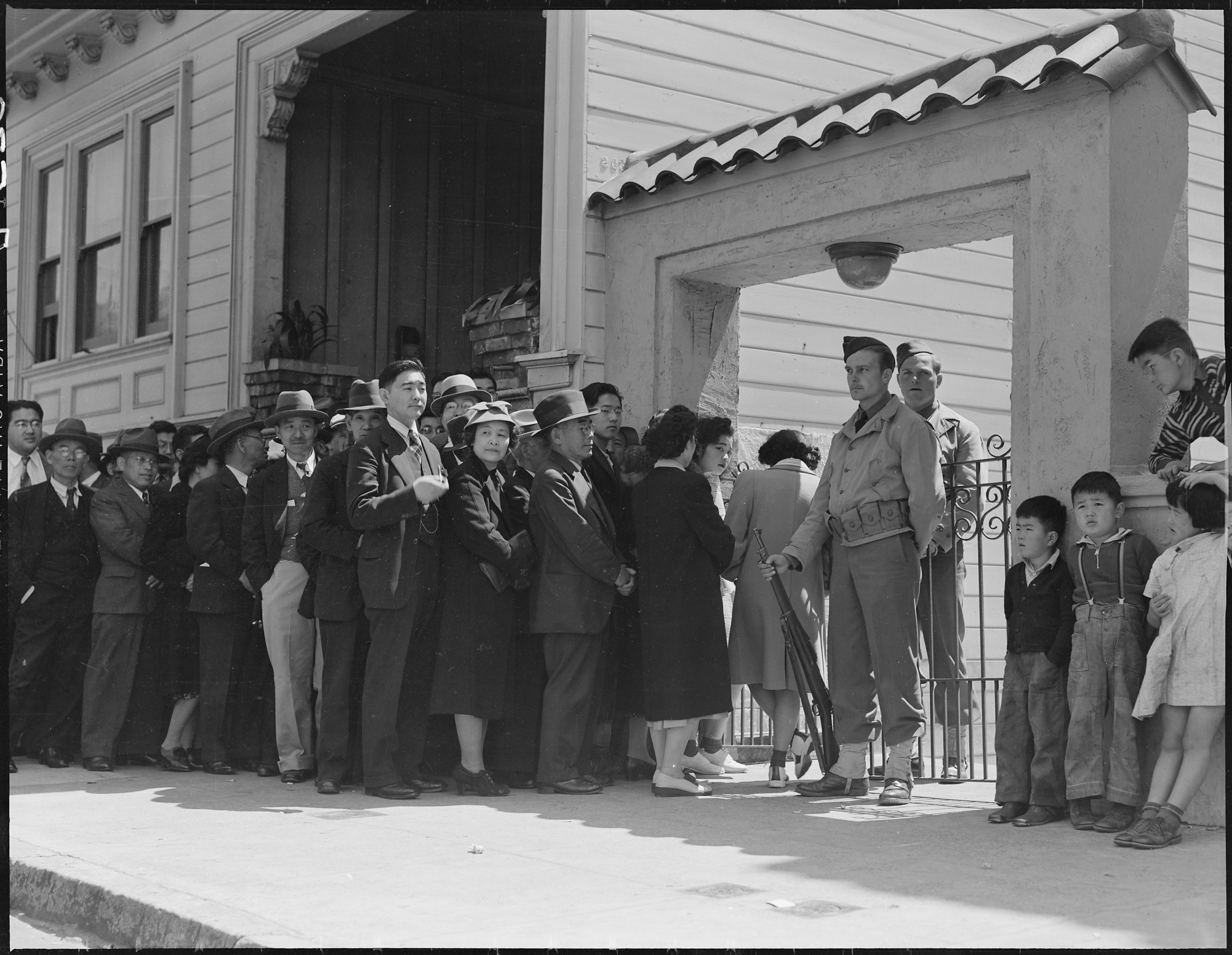
日本人街の住民は、第二次世界大戦中の1942年に日系アメリカ人の強制収容所に移送された。
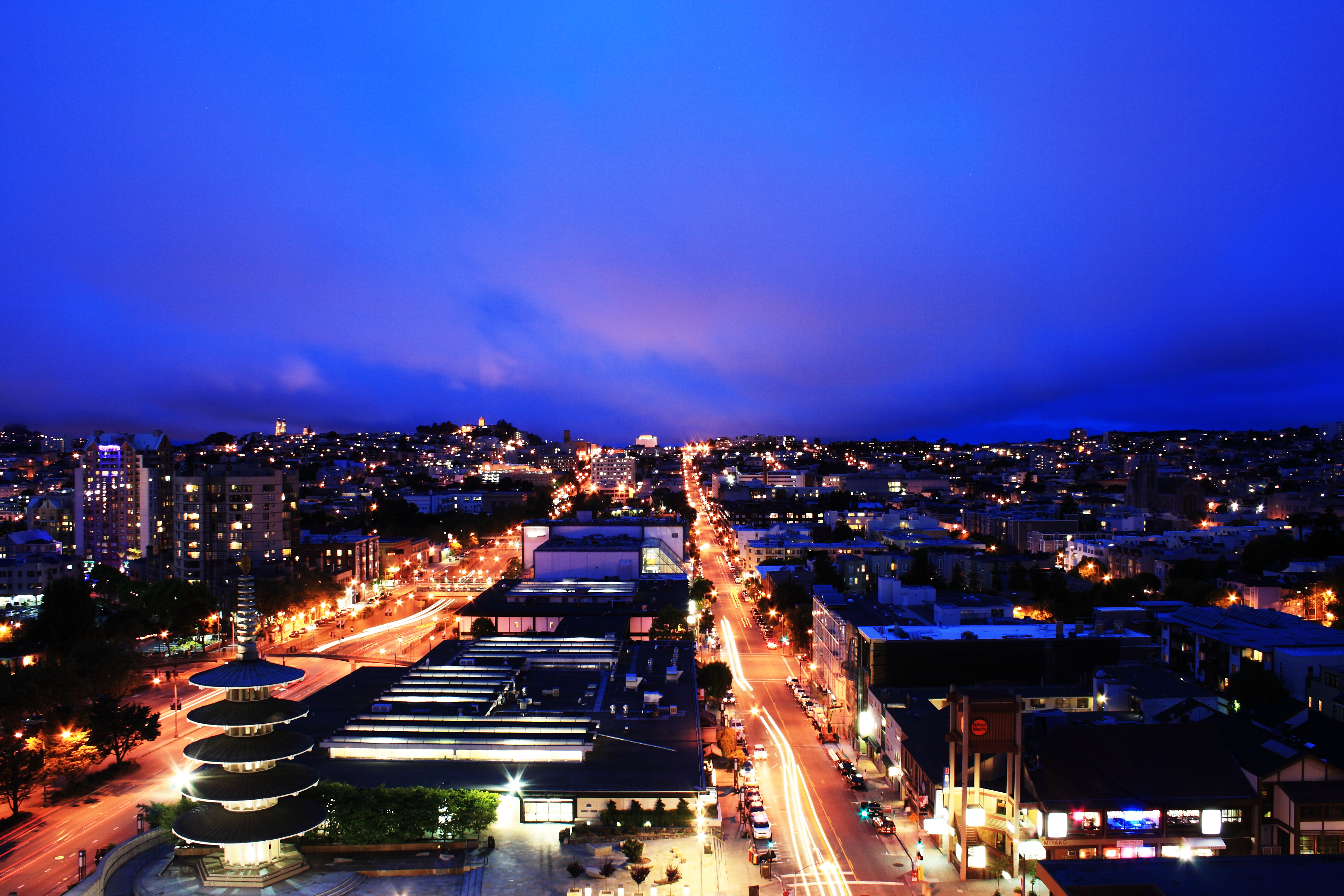
西向きのカブキホテルからの眺め。 画面下は、ジャパンセンター、ピースパゴダ。